# Erebostrota stenelea
Erebostrota stenelea là một loài bướm đêm trong họ Noctuidae.